# Pelecopsis unimaculata
Pelecopsis unimaculata là một loài nhện trong họ Linyphiidae.
Loài này thuộc chi Pelecopsis. Pelecopsis unimaculata được Richard C. Banks miêu tả năm 1892.